# آرژانتین در المپیک تابستانی ۱۹۵۲
آرژانتین در بازی‌های المپیک تابستانی ۱۹۵۲ که در شهر هلسینکی برگزار شد، کاروان آرژانتین با ۱۲۳ ورزشکار در این رقابت‌ها شرکت کرد و موفق به کسب ۵ مدال (۱ طلا، ۲ نقره، ۲ برنز) شد. در جدول رتبه‌بندی توزیع مدال‌ها، آرژانتین در ردهٔ ۱۹ مسابقات قرار گرفت.